# Europadenkmal (Bobenthal)
Das Europadenkmal ist ein Bauwerk in Bobenthal in unmittelbarer Nähe der deutsch-französischen Grenze.

## Lage
Dieses Denkmal steht im südlichen Teil von Rheinland-Pfalz am Südostrand von Sankt Germanshof, einem Ortsteil der im Pfälzerwald nahe der französischen Grenze gelegenen Ortsgemeinde Bobenthal im Landkreis Südwestpfalz. Unmittelbar nordöstlich vorbei am auf etwa 170 m stehenden Denkmal führt die Landesstraße 478, an die sich in Frankreich die Departementsstraße 334 anschließt; etwas südwestlich vorbei fließt die Wieslauter. Jenseits beziehungsweise südöstlich der Grenze befindet sich Weiler, das einen Stadtteil von Wissembourg bildet.

## Geschichte
Das Denkmal wurde am 9. September 2007 eingeweiht. Am Ort des heutigen Standorts hatten sich am 6. August 1950 Hunderte Studenten aus neun verschiedenen Staaten versammelt, um für ein vereintes Europa in Frieden und Freiheit mit einem europäischen Parlament einzutreten. Mit dem Denkmal soll das damalige Geschehen in Erinnerung gerufen und gewürdigt werden.